# Homaxinella balfourensis
Homaxinella balfourensis är en svampdjursart som först beskrevs av Ridley och Arthur Dendy 1886.  Homaxinella balfourensis ingår i släktet Homaxinella och familjen Suberitidae.
Artens utbredningsområde är Kerguelen. Inga underarter finns listade i Catalogue of Life.

## Bildgalleri

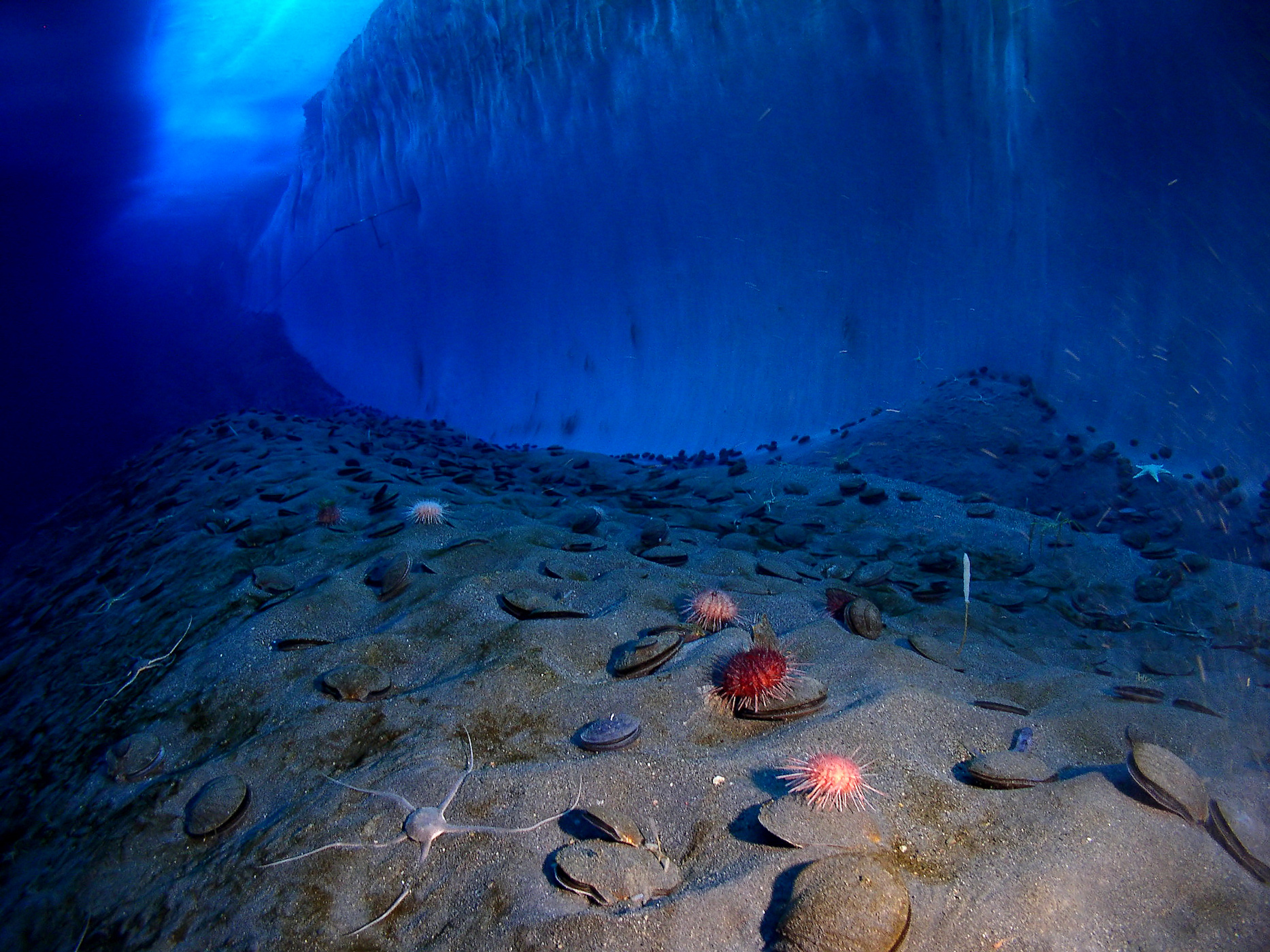